# Vlasokub
Vlasokub (Calytrix) je rod rostlin z čeledi myrtovité. Jsou to stálezelené xerofytní keře a nízké stromy s drobnými jednoduchými listy a často pohlednými, pětičetnými květy. Kališní laloky často vybíhají v nápadný dlouhý přívěsek a vytrvávají i za plodu. Rod zahrnuje asi 80 druhů a je rozšířen výhradně v Austrálii (včetně Tasmánie).

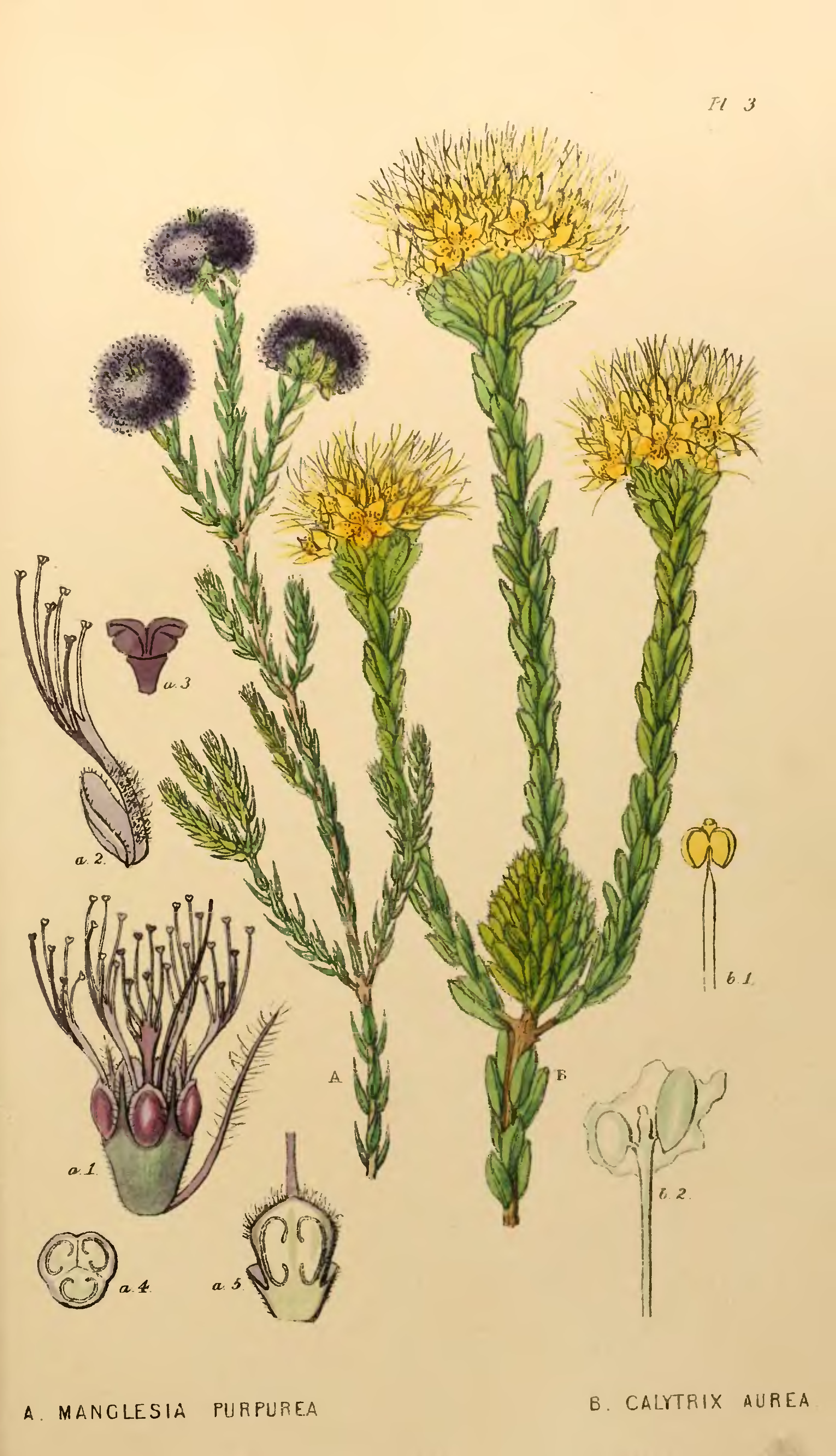
Ilustrace C. aurea (vpravo) z roku 1839

## Popis
Vlasokuby jsou stálezelené keře a stromy, dorůstající obvykle výšky 1 až 3 metry. Listy jsou jednoduché, drobné, obvykle střídavé nebo řidčeji vstřícné či přeslenité, řapíkaté nebo přisedlé, s tenkou, kožovitou nebo sukulentní čepelí. Listy jsou aromatické a na ploše žláznatě tečkované. U některých druhů jsou kolmo postavené. Palisty jsou většinou drobné, někdy chybějí.
Květy jsou drobné i velké, pravidelné, oboupohlavné, jednotlivé nebo v úžlabních vrcholících. Češule je zvonkovitá nebo trubkovitá. Kalich je pětičetný, většinou vytrvalý, s vejčitými, trojúhelníkovitými až okrouhlými laloky, které často vybíhají v nápadně dlouhý, tenký přívěsek. Koruna je bílá, žlutá, růžová nebo purpurová, opadavá, složená z 5 volných korunních lístků. U druhu C. ecalycata kalich chybí a koruna je čtyřčetná. Tyčinek je většinou mnoho (6 až 150) a jsou přirostlé na okraji češule. Semeník je srostlý ze 2 plodolistů a obsahuje jedinou komůrku se 2, výjimečně více vajíčky. Čnělka je 1, zakončená hlavatou nebo drobnou bliznou. Plodem je jednosemenný, nepukavý oříšek obalený vytrvalým kalichem.

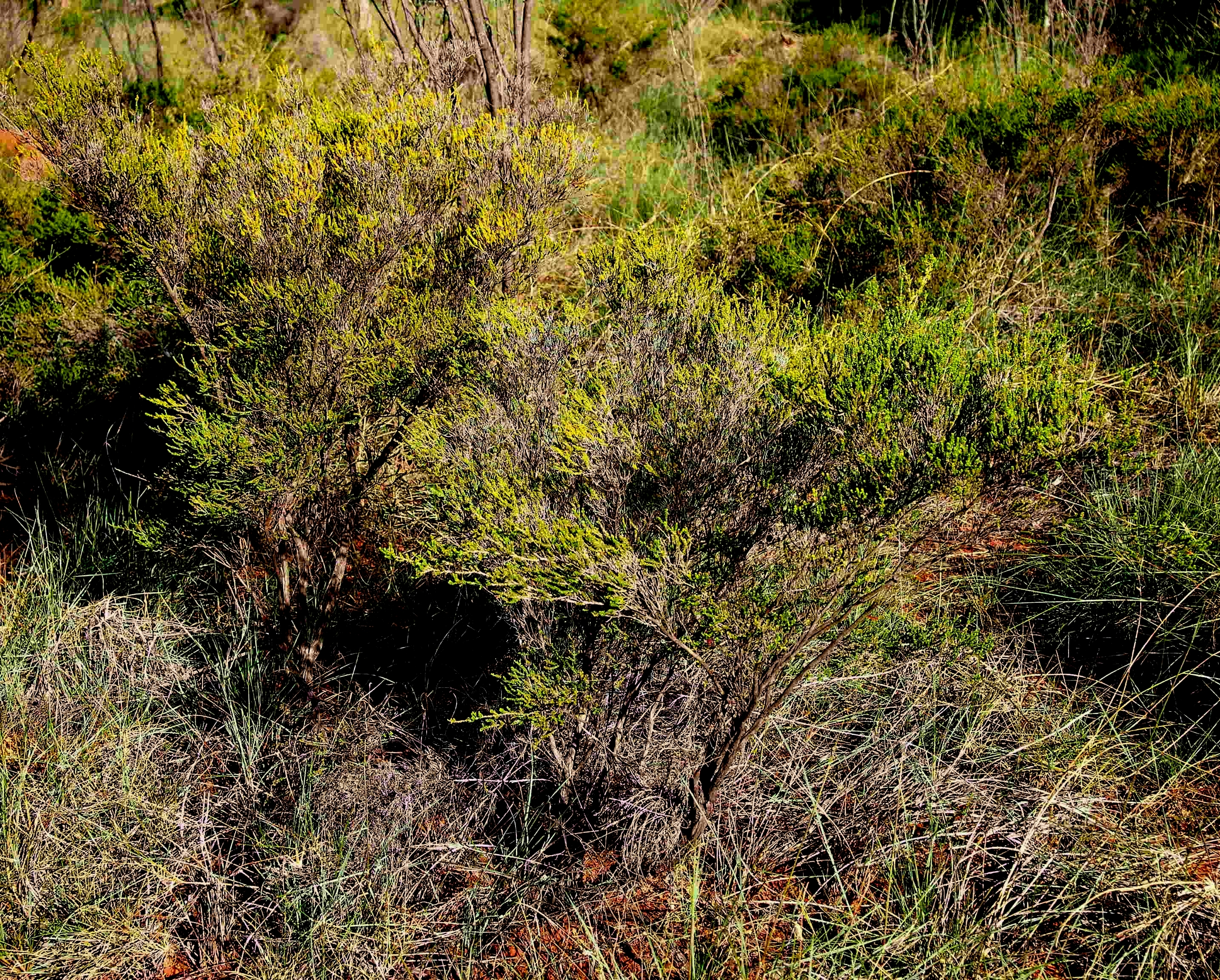
Calytrix microcoma v přirozeném prostředí
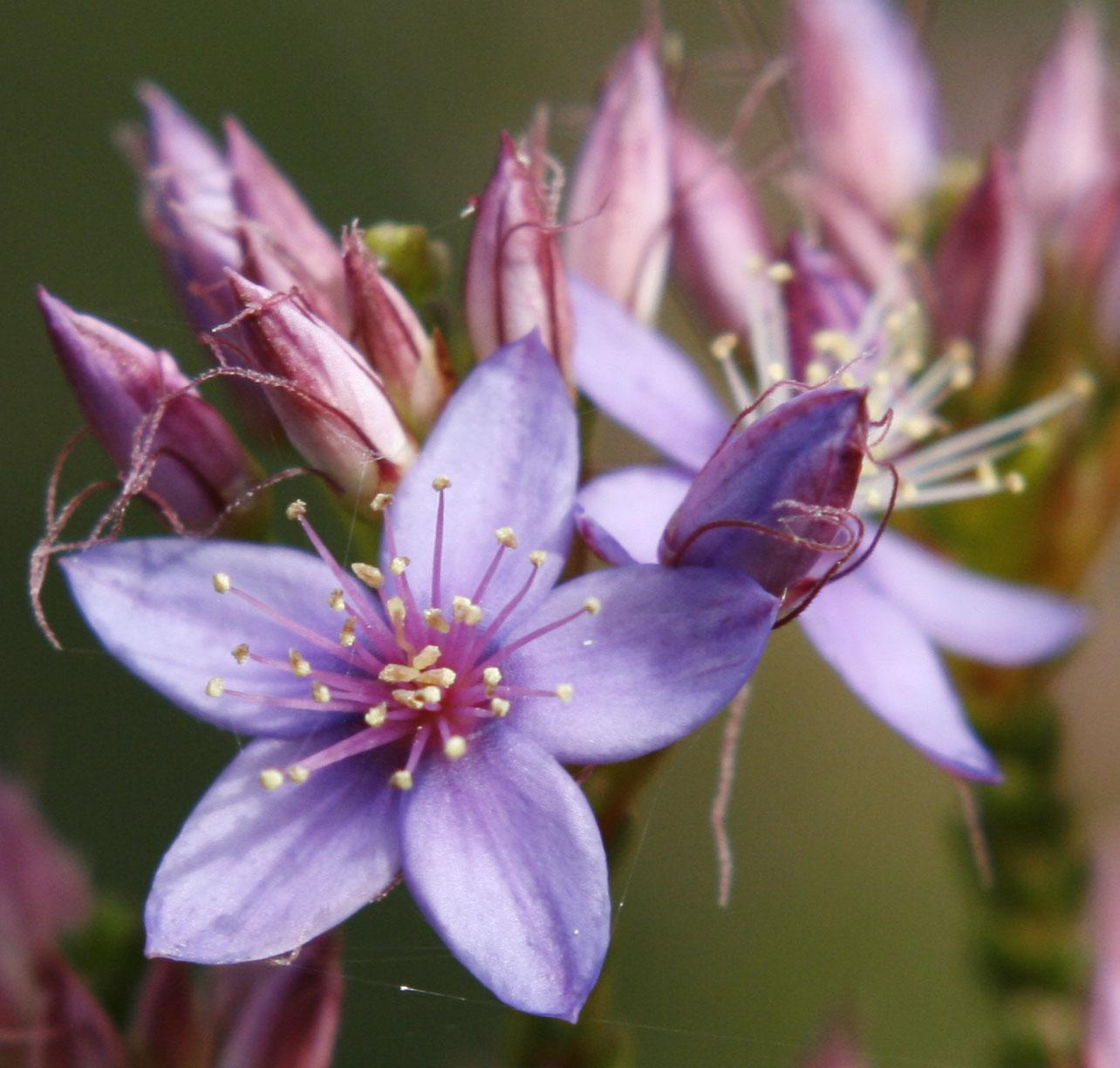
Květy C. sapphirina
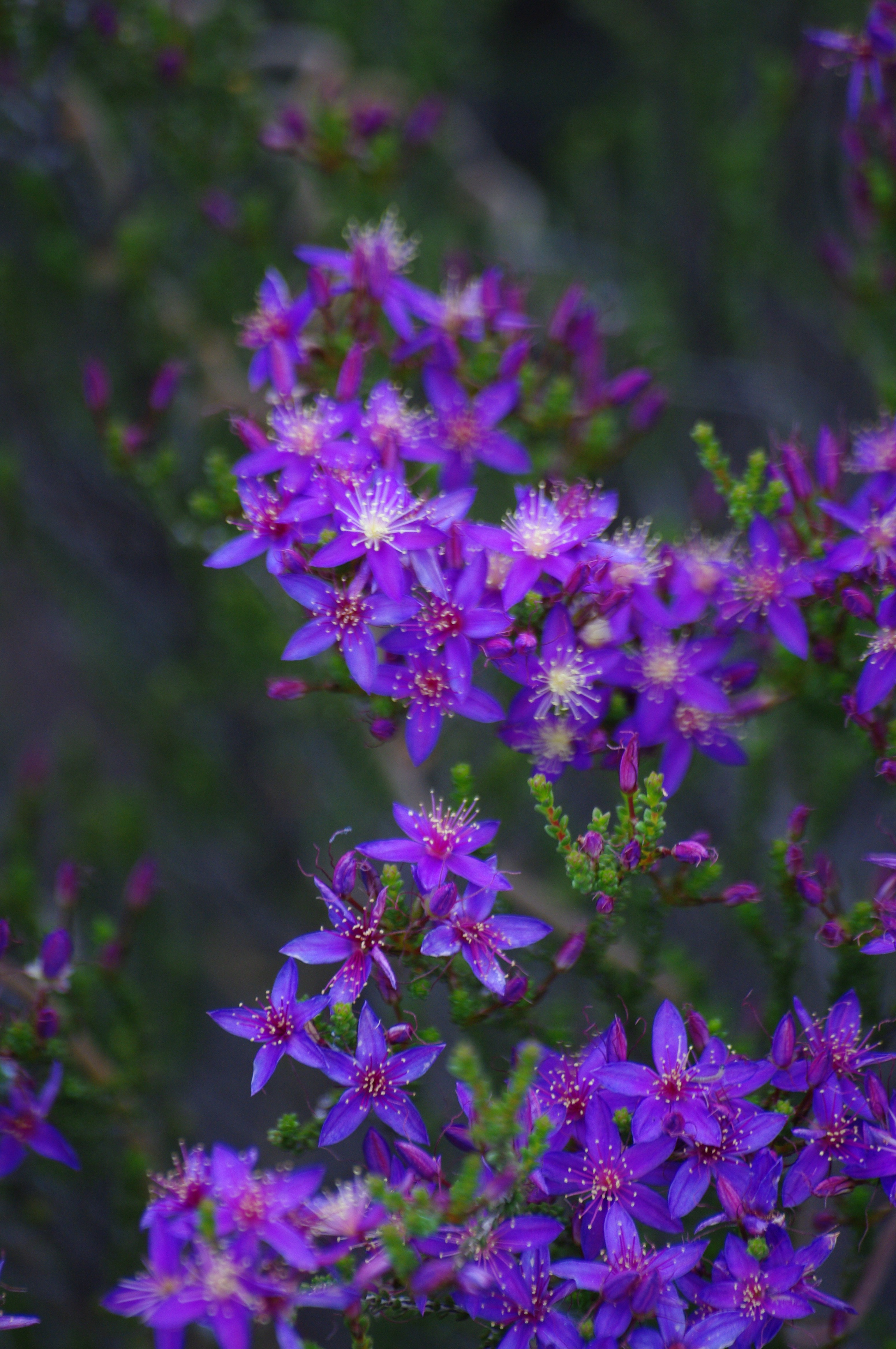
Bohatě kvetoucí C. leschenaultii
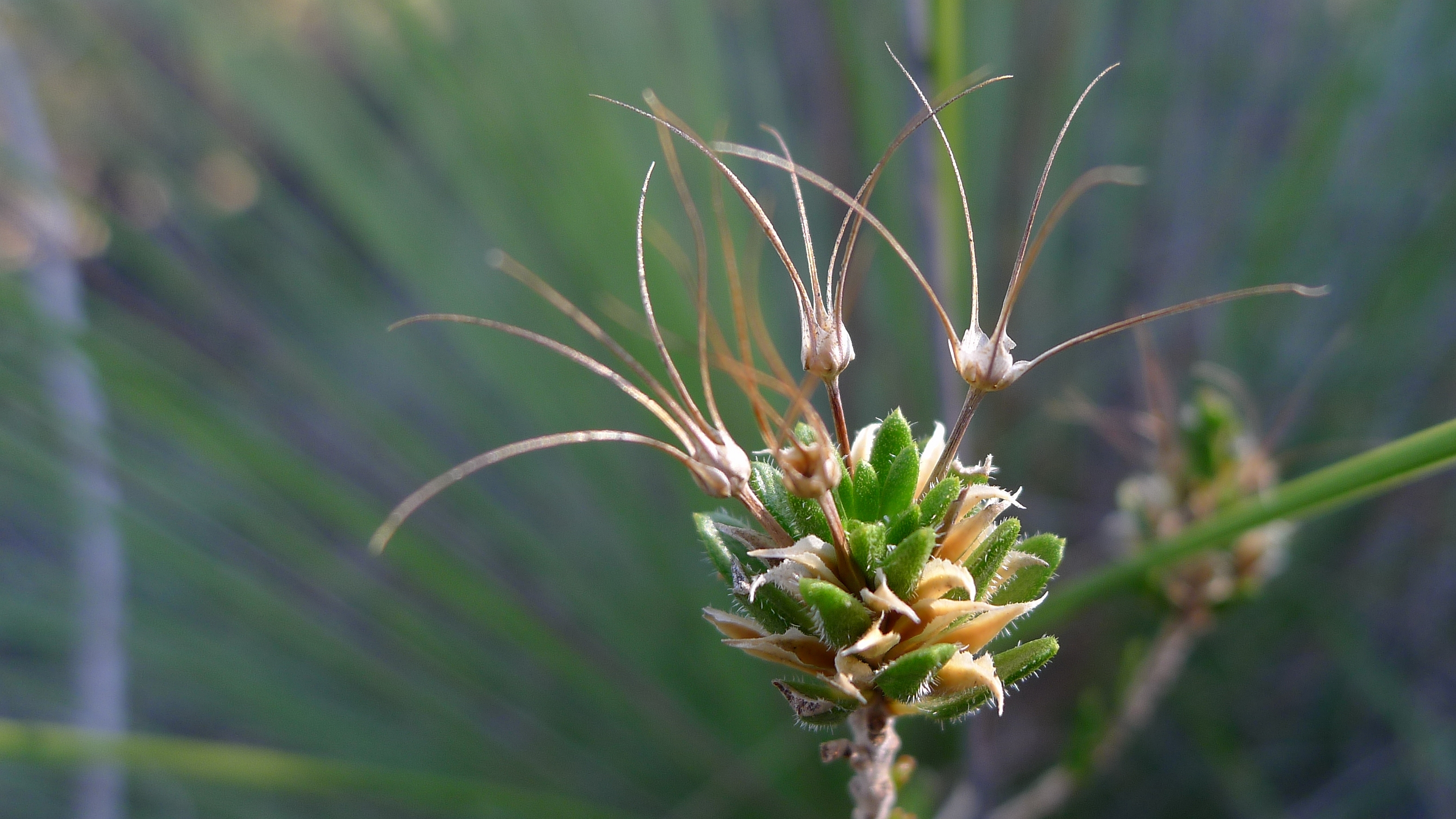
Plody C. flavescens

## Rozšíření
Rod vlasokub zahrnuje asi 80 druhů. Je to endemický rod Austrálie. Je rozšířen téměř po celé Austrálii, nejvíce druhů se vyskytuje na jihovýchodě, západu a severu kontinentu. Na Tasmánii se vyskytuje jediný druh, C. tetragona, hojně rostoucí na pobřežích ostrova.